# Peter den Store (film fra 1910)
 For alternative betydninger, se Peter den Store (flertydig). (Se også artikler, som begynder med Peter den Store)
Peter den Store (russisk: Пётр Великий, translit.: Pjotr Velikij) er en russisk stumfilm fra 1910 instrueret af Vasilij Gontjarov og Kai Hansen.
Filmen er en biografisk film med scener fra Peter den Stores liv.

## Medvirkende
- Pyotr Voinov som Pjotr I
- Je. Trubetskaja som Jekaterina
- A. Gorbatjevskij som Latysjkin
- Vladimir Karin som Lakot
- A. Slavin som Poltev